# Скамандър
Скамандър или Ксант в древногръцката митология е:
- Речен бог на едноименната река покрай древна Троя. Син е на Океан и Тетия. Океанид свързан с царския род, той е баща на Тевкр, чиято дъщеря Батия става жена на Дардан, а другата му дъщеря Стримо - на Лаомедонт [1]. В Троянската война Скамандър съчувства на троянците. В „Илиада“ [2] многократно се споменава Ксант и желанието му да помогне на троянците:

| „                                        | "Реката в сърцето си гневно избухна мислейки как да застави Ахила божествен веднага боя опасен да спре да избави троянците от гибел. | “ |
| превод Александър Милев, Блага Димитрова | |   |

- Река в древна Троада. Съвременното име на тази река е Карамендерес. Намира се във вилает (област) Чанаккале, Западна Турция.

- Синът на Хектор и Андромаха. Ражда се по време на обсадата на Троя. Наречен е Скамандър, но жителите на Троя го наричат Астианакс - цар на града [3]-„Хектор го в радост зовеше Скамандър, а всички троянци Астианакс, че единствен защитник на Троя бе Хектор“. След превземането на Троя от гръците, те го хвърлили от градските стени поради предсказанието, че той щял да въздигне отново града [4].